# Acroporium exiguum
Acroporium exiguum är en bladmossart som beskrevs av William Russell Buck och Schäfer-verwimp 1991 [1993. Acroporium exiguum ingår i släktet Acroporium och familjen Sematophyllaceae. Inga underarter finns listade i Catalogue of Life.